# Whytockia sasakii
Whytockia sasakii är en tvåhjärtbladig växtart som först beskrevs av Bunzo Hayata, och fick sitt nu gällande namn av Brian Laurence Burtt. Whytockia sasakii ingår i släktet Whytockia och familjen Gesneriaceae. Inga underarter finns listade i Catalogue of Life.